# 300 Geraldina
300 Geraldina (mednarodno ime je tudi 300 Geraldina) je asteroid v glavnem asteroidnem pasu. 

## Odkritje
Asteroid je odkril francoski astronom Auguste Charlois ( 1864 – 1910) 3. oktobra 1890 v Nici.. 

## Lastnosti
Asteroid Geraldina obkroži Sonce v 5,74 letih. Njegova tirnica ima izsrednost 0,052, nagnjena pa je za 0,741° proti ekliptiki. Njegov premer je 80,18 km, okoli svoje osi se zavrti v  6,818 h .